# Sarascelis lamtoensis
Espèce
Sarascelis lamtoensis est une espèce d'araignées aranéomorphes de la famille des Palpimanidae.

## Distribution
Cette espèce se rencontre en Côte d'Ivoire et au Ghana.

## Étymologie
Son nom d'espèce, composé de lamto et du suffixe latin -ensis, « qui vit dans, qui habite », lui a été donné en référence au lieu de sa découverte, la station d'écologie de Lamto.

## Publication originale
- Jézéquel, 1964 : Araignées de la savane de Singrobo (Côte d'Ivoire). II.-Palpimanidae et Zodariidae. Bulletin du Muséum National d'Histoire Naturelle de Paris, vol. 36, p. 326-338.